# Sûreté de l'État (France)
Pour les articles homonymes, voir Sûreté de l'État.
En France, les crimes et délits contre les intérêts fondamentaux de la nation, ou infractions politiques, sont jugés par des juridictions de droit commun, depuis la suppression de la Cour de sûreté de l'État en 1981.

## Répression des crimes contre la sûreté de l'État
Dès le XVIIIe siècle, l'Ancien Régime substitue à la peine capitale la peine de déportation en tant que sanction pour des crimes commis contre la sûreté de l'État, si le jury reconnaît des circonstances atténuantes.
Après la Seconde Guerre mondiale, le gouvernement entreprend de réformer en le durcissant le régime répressif des crimes contre la sûreté intérieure et extérieure de l'État.

## Prévention
Au XXIe siècle, des dispositifs de surveillance préventive d'individus supposés pouvoir attenter à la sécurité publique ou à la sûreté de l'État sont mis en place, notamment la fiche S.